# Simple vista

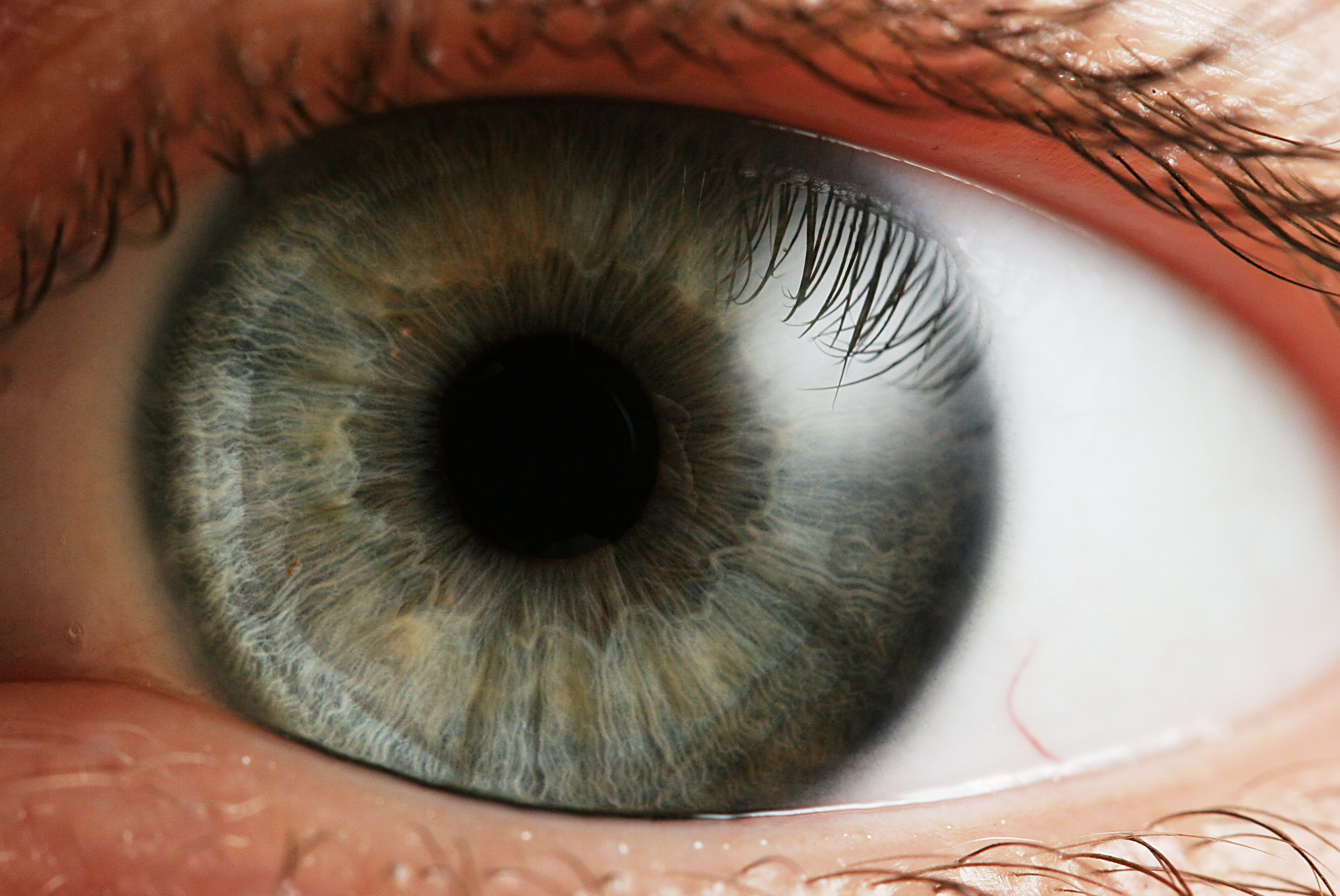

En astronomía, se denomina observación a simple vista (u ojo desnudo) a aquella que se realiza sin instrumentos ópticos que ayuden a percibir con más detalles objetos del firmamento, utilizando para ello simplemente los ojos. Consiste, por lo tanto, en la observación directa del cielo para identificar diferentes astros sin la necesidad de un telescopio ni ningún otro instrumento óptico.
Este tipo de actividad es realizada por personas que se inician en la astronomía amateur, para aprender los cuerpos celestes y constelaciones principales, antes de adquirir unos prismáticos o telescopio.

## Capacidades básicas de los ojos humanos
- Autoenfoque rápido en una distancia que va desde 10 cm en personas jóvenes o 50 cm en personas de 50 o más años hasta el infinito.
- Resolución angular de 1'–2′ (alrededor de 0,02°–0,03°), que corresponde a 30–60 cm a una distancia de 1 km, aunque otros estudios dan resoluciones menores, de hasta 0,39 minutos.
- Resolución equivalente en términos de fotografía digital a varios cientos de megapíxeles.
- Campo de visión de alrededor de 130° × 160° con percepción simultánea.
- Capacidad de ver estrellas de magnitud +6,5 o incluso más
- Objeto más lejano visible a simple vista: galaxia de Andrómeda, a alrededor de 2,5 millones de años luz, aunque M33, que está un poco más lejos, también puede ser vista con cielos oscuros.
- Sensibilidad fotográfica equivalente: 800 ISO en condiciones de muy baja luz y 1 ISO en condiciones de mucha luz.
- Relación focal de aproximadamente hasta f/3,2.
- Capacidad de apreciar el cambio de brillo en objetos en escalas de hasta 1-10 %, de adaptarse a condiciones de luz 1:10 000 000 menores (la diferencia entre el día y la noche), y de ver objetos luminosos con una diferencia de brillo entre estos de al menos 1 000 000.
- Estimar intervalos con una precisión de hasta un 3-5 %.
- Capacidad de reconocer movimientos de manera automática e instintiva.

## El ojo desnudo en astronomía
Hasta la invención del telescopio, el ojo fue la única manera disponible de estudiar el cielo, lo que bastó para poder reconocer a los más representativos elementos del cielo.
Dentro del sistema solar se puede apreciar: al Sol y a la Luna, así como a los planetas Mercurio, Venus, Marte, Júpiter, y Saturno, además de fenómenos cómo eclipses y conjunciones planetarias. Urano y el asteroide Vesta en teoría pueden ser vistos a simple vista, pero su debilidad hizo que no fueran identificados cómo tales al no poderse reconocer su movimiento en el cielo. También son visibles la luz zodiacal y el gegenschein en cielos claros, así como lluvias de meteoros cómo las Perseidas y las Gemínidas, cometas brillantes, desde hace unas décadas multitud de satélites artificiales, y desde más recientemente aún la Estación Espacial Internacional.
Fuera del sistema solar los reconocibles al ojo humano son:  las numerosas estrellas visibles,  la Vía Láctea, también objetos de cielo profundo como: las Pléyades y otros cúmulos abiertos brillantes como M7, M41, y el Cúmulo Doble de Perseo, los cúmulos globulares M13 y Omega Centauri, nebulosas como la Nebulosa de la Laguna y la Gran Nebulosa de Orión, y  galaxias como las Nubes de Magallanes.
Los límites superiores pueden ser superados por gente con vista más aguda que la mayoría de las personas. Así, hay testimonios que datan de antes de la invención del telescopio de gente que pudo ver las mayores lunas de Júpiter, y más recientemente hay observadores de vista muy aguda que dicen poder ver la galaxia M81, que está a 12 millones de años luz ya fuera del Grupo Local, bajo excelentes condiciones de observación.
Debido a la extinción atmosférica ha disminuido la posibilidad de ver objetos en el cielo, por ejemplo  como mucho alrededor de 1500 a 2000 estrellas, y muchas menos aún en lugares con abundante contaminación lumínica como las ciudades, en cambio en condiciones óptimas pueden verse en teoría hasta 2500 estrellas.
En algunos casos pueden verse colores, pero debido a que el ojo usa bastones en vez de conos en condiciones de baja luz esto tiene limitaciones.
Tycho Brahe, el cual construyó un observatorio dedicado en exclusiva a realizar mediciones precisas de los cielos, marca el culmen de la observación del cielo a simple vista.

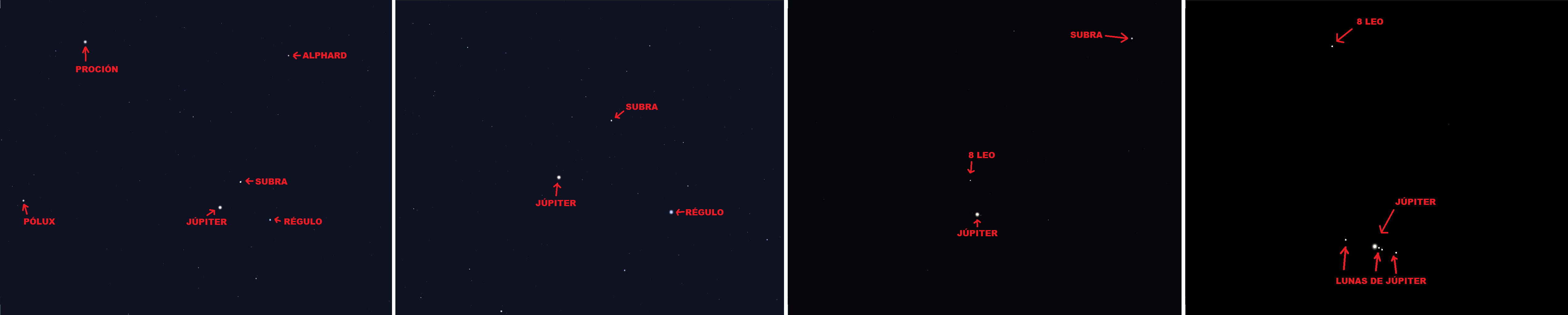
Vista de Júpiter y estrellas cercanas a simple vista, con unos prismáticos, un telescopio de porte pequeño y un telescopio de porte grande respectivamente.

## Espacio, geodesia y navegación
El ojo humano también permite estimar separaciones angulares sin ninguna ayuda. Por ejemplo, con el brazo extendido, una mano ocupa un ángulo de entre 18 y 20°. Se pueden medir así separaciones de hasta 2°, y en el hemisferio norte la estrella polar con ayuda de un transportador de ángulos permite calcular la latitud aproximada del lugar de observación.
Civilizaciones antiguas cómo la Babilonia, la maya, y la egipcia pudieron determinar sus sistemas de tiempo y calendario a simple vista, siendo capaces de determinar la duración de un día (24 horas) y del mes y del año con una precisión de ±0.1 horas o mejor que 1 minuto (0.001%) además de los equinoccios y los movimientos planetarios también con una precisión excelente en algunos casos —cómo por ejemplo los mayas—.